# Giuliano Vassalli

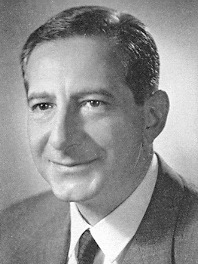
Giuliano Vassalli

Giuliano Vassalli (* 25. April 1915 in Perugia, Provinz Perugia; † 21. Oktober 2009 in Rom) war ein italienischer Jurist und Politiker des Partito Socialista Italiano (PSI), der unter anderem Mitglied der Abgeordnetenkammer (Camera dei deputati) und des Senats (Senato della Repubblica), Justizminister Italiens sowie Richter und Präsident des Verfassungsgerichts (Corte Costituzionale) war.

## Leben

### Studium und Widerstand gegen den Faschismus
Giuliano Vassalli, dessen Vater Filippo Vassalli Professor für Zivilrecht und Römisches Recht sowie zwischen 1944 und seinem Tod 1955 Dekan der Juristischen Fakultät der Universität La Sapienza in Rom war, studierte nach dem Schulbesuch ebenfalls Rechtswissenschaften an der Universität La Sapienza und war während seines Studiums Mitglied der faschistischen Studentenorganisation Gruppo Universitario Fascista (GUF). 1936 schloss er sein Studium bei dem Professor für Strafrecht, Arturo Rocco, ab.
Während des Zweiten Weltkrieges engagierte er sich im Widerstand gegen die faschistische Diktatur Benito Mussolinis und trat am 8. September 1943 der Resistenza bei. Zwischen Oktober 1943 und Januar 1944 war Vassalli Mitglied des Zentralen Militärrates des Comitato di Liberazione Nazionale (CLN) und organisierte als solcher im Januar 1944 die Flucht von Sandro Pertini und Giuseppe Saragat aus der Haftanstalt Regina Coeli in Rom.
Im April 1944 wurde er schließlich selbst verhaftet und erlitt im Gefängnis Via Tasso in Rom Folterungen durch die SS. Durch Intervention von Papst Pius XII. wurde er am 4. Juni 1944 aus der Haft entlassen.

### Hochschullehrer, Kommunalpolitiker und Abgeordneter
Nach dem Zweiten Weltkrieg war er zunächst als Rechtsanwalt tätig, ehe er Professor für Strafrecht und Strafprozessrecht an der Universität Urbino wurde. Danach übernahm er Professuren für Straf- und Strafprozessrecht an der Universität Pavia, der Universität Padua, der Universität Genua und der Universität Neapel, ehe er schließlich den Ruf auf den Lehrstuhl für diese Rechtsgebiete an der Universität La Sapienza in Rom annahm. Dort lehrte er mit Unterbrechungen bis zu seiner Emeritierung 1990.
1962 begann er seine politische Laufbahn in der Kommunalpolitik, als er zum Mitglied des Stadtrates von Rom gewählt wurde, und in diesem zugleich bis 1966 Vorsitzender der Fraktion des Partito Socialista Italiano (PSI) war.
Am 1. Juni 1968 wurde er für den PSI zum Mitglied der Abgeordnetenkammer gewählt und gehörte dieser als Vertreter des Wahlkreises Roma für eine Legislaturperiode bis zum 24. Mai 1972 an. Während dieser Zeit war er außerdem zwischen Juni 1969 und Mai 1972 Vorsitzender der Kommission für die Überprüfung der Zulassung von Gerichtsverfahren.
Nach dem Ausscheiden aus der Camera dei deputati nahm er seine Tätigkeit als Professor für Straf- und Strafprozessrecht an der Universität La Sapienza wieder auf.

### Senator und Justizminister
Am 26. Juni 1983 wurde Vassalli für den PSI zum Mitglied des Senato della Repubblica gewählt und gehörte diesem bis zum Ende der neunten Legislaturperiode am 1. Juli 1987 an. Nachdem er zunächst in dieser Zeit zwischen August 1983 und Oktober 1986 Vorsitzender des Ständigen Ausschusses für die Justiz war, wurde er im August 1986 Vorsitzender der PSI-Fraktion im Senat und übte diese Funktion bis Juli 1987 aus.
Nach seinem Ausscheiden aus dem Senat wurde Vassalli am 28. Juli 1987 von Ministerpräsident Giovanni Goria zum Justizminister Italiens ernannt. Dieses Amt bekleidete er auch in der darauf folgenden Regierung von Ciriaco De Mita sowie im sechsten und siebten Kabinett von Giulio Andreotti bis zum 2. Februar 1991. Während dieser Zeit wurde er 1988 mit dem Großkreuz des Ordens des Infanten Dom Henrique ausgezeichnet.

### Richter und Präsident des Verfassungsgerichts sowie Präsidentschaftskandidat
Nachdem Vassalli aus der Regierung ausgeschieden war, wurde er am 13. Februar 1991 von Staatspräsident Francesco Cossiga für eine neunjährige Amtszeit zum Richter am italienischen Verfassungsgericht, der Corte Costituzionale, ernannt. 
1992 war er selbst Kandidat des PSI für das Amt des Staatspräsidenten, zog seine Kandidatur aber nach dem vierzehnten Wahlgang zu Gunsten von Oscar Luigi Scalfaro, des Kandidaten der Democrazia Cristiana (DC), zurück, der schließlich im 16. Wahlgang mit einer Mehrheit von 672 Stimmen zum Präsidenten der Republik gewählt wurde.
Am 11. November 1999 wurde er als Nachfolger von Renato Granata Präsident des Verfassungsgerichts und übte dieses Amt bis zum Ende seiner neunjährigen Amtszeit drei Monate später am 13. Februar 2000 aus.

## Ehrungen und Auszeichnungen
1982 wurde Vassalli korrespondierendes Mitglied der Accademia dei Lincei, 1990 socio nazionale.
Für seine langjährigen Verdienste um Justiz und Politik Italiens wurde Vassalli mehrfach ausgezeichnet und erhielt den Verdienstorden der Italienischen Republik und wurde 1965 als Großoffizier (Grande Ufficiale) sowie 1966 mit dem Großkreuz (Cavaliere di Gran Croce) dieses Ordens ausgezeichnet. Darüber hinaus wurde ihm 1980 die Verdienstmedaille für Kultur und schöne Künste (Medaglia ai Benemeriti della cultura e dell'arte) verliehen. Am 24. Januar 2002 verlieh ihm schließlich die Universität Bologna einen Ehrendoktortitel.

## Veröffentlichungen
- La confisca dei beni: storia recente e profili dommatici, Padua, 1951
- Gian Domenico Pisapia, Il segreto istruttorio nel processo penale, Mailand 1960
- Dizionario di diritto e procedura penale, Mailand 1986
- La giustizia internazionale penale: studi, Mailand 1995
- La legge penale e la sua interpretazione, il reato e la responsabilità penale, le pene e le misure di sicurezza, Mailand 1997
- Il Codice penale e la sua riforma; criminologia, politica criminale e legislazione straniera; giuristi del passato, Mailand 1997
- Formula di Radbruch e diritto penale: note sulla punizione dei delitti di Stato nella Germania postnazista e nella Germania postcomunista, Mailand 2001